# روبرت نولس
روبرت نولس (بالإنجليزية: Robert Knowles)‏‏ (30 أكتوبر 1883 - 3 أغسطس 1936) عالم طفيليات بريطاني، يُعرف لاكتشافه مع بيراج موهان داس غوبتا نوعًا من المتصورة تُعرف الآن باسم المتصورة النولسية.